# Čenkovice
Čenkovice är en ort i Tjeckien.   Den ligger i regionen Pardubice, i den östra delen av landet, 160 km öster om huvudstaden Prag. Čenkovice ligger 664 meter över havet och antalet invånare är 186.
Terrängen runt Čenkovice är lite kuperad. Runt Čenkovice är det ganska tätbefolkat, med 60 invånare per kvadratkilometer. Närmaste större samhälle är Zábřeh, 19,7 km sydost om Čenkovice. Omgivningarna runt Čenkovice är en mosaik av jordbruksmark och naturlig växtlighet.